# Historia de Fórmula 1 de 2000 a la fecha
| Fórmula 1 Mundial de Pilotos • Mundial de Constructores Grandes Premios • Circuitos • Pilotos • Motores • Reglamentación • Puntuaciones • Neumáticos Historia Antecedentes • 1950-1999 • 2000- Récords • Récords de pilotos |
| Portal:Fórmula 1 |

Viene de Historia de Fórmula 1 y es la tercera de tres partes:
1. Antecedentes de Fórmula 1
2. Historia de Fórmula 1 de 1950 a 1999
3. Historia de Fórmula 1 de 2000 a la fecha

## Dominio de Schumacher y Ferrari

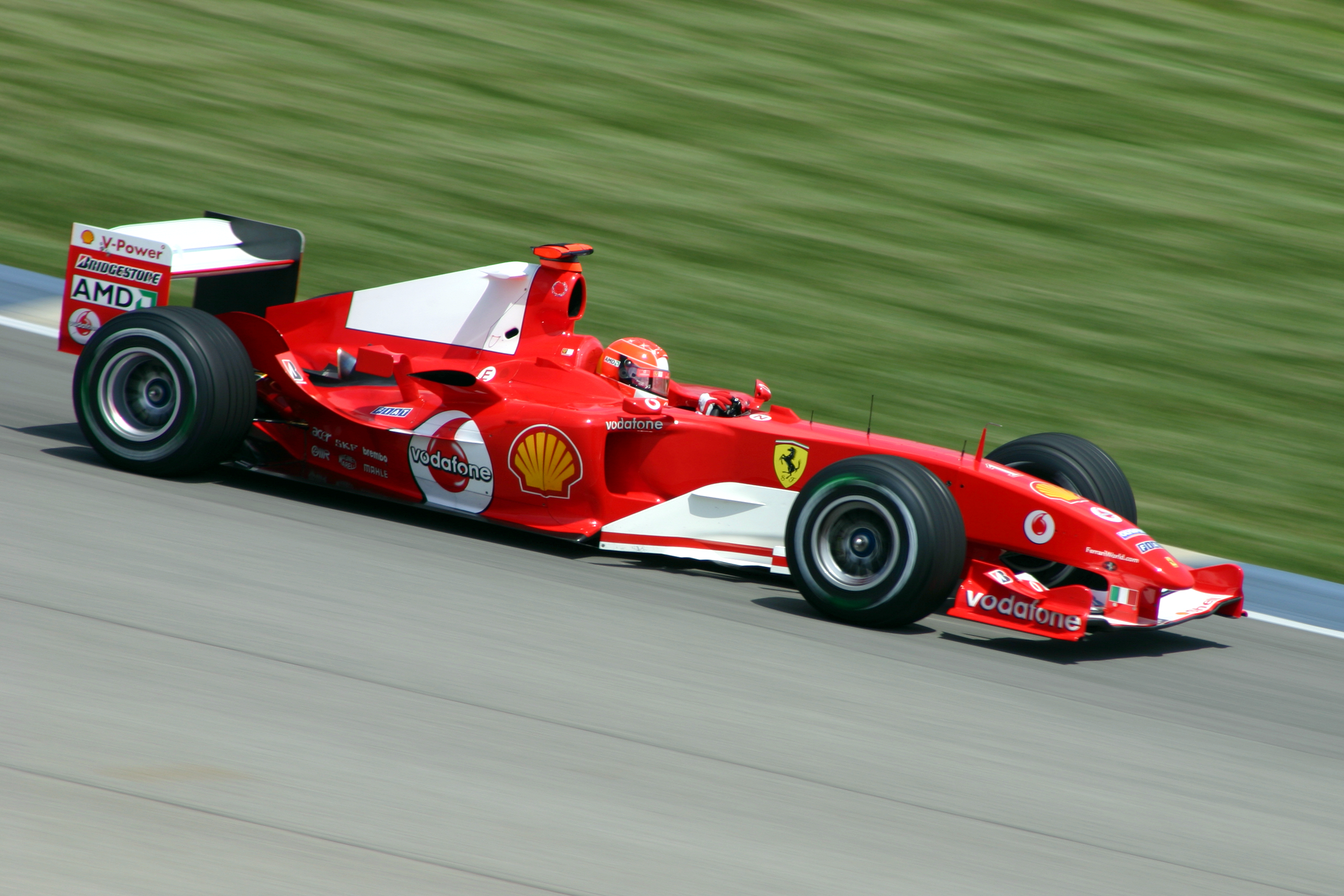
Schumacher en el Gran Premio de Estados Unidos de 2004.

Cuando Jean Todt llevó a Ferrari a Michael Schumacher en 1996, fue para reconstruir el equipo. Llevó varios años, pero en la temporada de 1999 todo empezó a funcionar. Schumacher lideraba el campeonato cuando se rompió las piernas en Silverstone; sin embargo su compañero Eddie Irvine trabajó fuerte, perdiendo por solo dos puntos ante Mika Häkkinen. La alegría para los apasionados aficionados del equipo (tifosi) fue que Ferrari ganó el campeonato de constructores por primera vez desde 1983.
El año 2000 vio a las parrillas de salida de la Fórmula 1 regresar a lo habitual: Jordan rápidamente se perdió de vista y Williams reapareció al frente de la mano de su nuevo asociado BMW. Sin embargo, la pelea al frente fue principalmente entre Häkkinen y Schumacher, cada cual bicampeón, conduciendo coches de muy similares prestaciones. En esta ocasión fue Schumacher el que prevaleció, convirtiéndose en el primer tricampeón desde Ayrton Senna y sumando otro título de constructores a Ferrari.
La temporada 2001 vio a Ferrari dejar atrás al resto y a Schumacher ganar el campeonato en Hungría, empatando con Mansell en el segundo lugar de campeonatos ganados más rápidamente.
La temporada 2002 fue una estela roja. Ferrari terminó todas las carreras y ganó 15 de 17. Michael Schumacher sumó más puntos que el resto de la parrilla combinados y se adjudicó el campeonato en Francia, convirtiéndose en el piloto que más rápidamente ha asegurado el campeonato.
Mientras Ferrari festejaba su dominio, el deporte se veía en serios problemas. Dos equipos privados más cerraron sus puertas: Prost y Arrows. Benetton también desistió y el equipo fue adquirido por Renault. Incluso el equipo que aparentemente no corría peligro de desaparecer estaba en problemas: Ferrari. Aunque en la F1 no era raro que algún equipo monopolizara los podios, la forma de actuar de Ferrari a través de la temporada 2002 enfadó a muchos. En particular los finales de los Grandes Premios de Austria y Estados Unidos. Parecía que ya no quedaba lugar para la deportividad, que se había llegado demasiado lejos con el 'ganar a cualquier precio'. Los índices de audiencia bajaron notablemente a mediados del 2002, un serio problema en un deporte que es con mucho el más caro (y lucrativo) y que depende tanto de los patrocinadores.
En 2003, a pesar de fuertes cambios en el reglamento para evitar que se repitiera lo del 2002, Schumacher ganó el campeonato otra vez. Fue muy peleado por Kimi Räikkönen y Juan Pablo Montoya, pero Schumacher prevaleció por un punto en la última carrera. Pareció como que 2003 había sido el bálsamo perfecto para curar las heridas de la temporada anterior, con 8 distintos ganadores de carreras, incluyendo las primeras victorias de Fernando Alonso, Kimi Räikkönen y Giancarlo Fisichella; y 5 distintos equipos ganadores, incluyendo a Renault (por primera vez en veinte años) y Jordan, que pescó una afortunada victoria en un alocado Gran Premio de Brasil.

## Récords de Ferrari y Schumacher en 2004
En 2004, Ferrari y Schumacher regresaron a un casi total dominio de los campeonatos, ganando ambos con facilidad. Una nueva carrera en Baréin debutó en abril y otra en China debutó en septiembre. Inicialmente se pensó que esas carreras reemplazarían carreras europeas como el Gran Premio de Gran Bretaña, pero finalmente se incrementó el número de carreras a dieciocho. Según Bernie Ecclestone, el movimiento fue para aumentar el alcance global de la F1, aunque podrían haber influido las fuertes restricciones a las tabacaleras como anunciantes en Europa.
A pesar del dominio de Ferrari que ganó 15 de 18 carreras, la batalla detrás de ellos fue mucho más interesante que en 2002. McLaren y Williams tuvieron espantosos inicios de temporada y Renault capitalizó el infortunio de los viejos equipos británicos; pero la verdadera conmoción provino de British American Racing, encabezado por Jenson Button. Aunque no logró ganar carreras, Button regularmente terminaba en segundo o tercer lugar y su compañero Takuma Satō ayudó a obtener el segundo lugar en el campeonato de constructores, dejando a Renault en el tercer puesto. Jarno Trulli obtuvo un poco de consuelo para Renault con su victoria en Mónaco. Montoya y Räikkönen obtuvieron sendas solitarias victorias para sus respectivos equipos que terminaron en cuarto y quinto lugar.
En esta temporada Ferrari y Schumacher batieron récords, tanto de pista (que hoy en día no se han podido batir), como de puntos y victorias en una temporada (fueron 13 victorias para el alemán de Ferrari, récord igualado por Vettel en 2013). Schumacher ganó su séptimo y último título en Spa, acabando segundo tras Kimi Räikkönen, habiendo ganado 12 de las 14 carreras disputadas hasta ese entonces (únicamente abandonó en Mónaco), en las que posteriormente incluiría otra victoria en Japón.

## Fin de la hegemonía de Schumacher y Ferrari

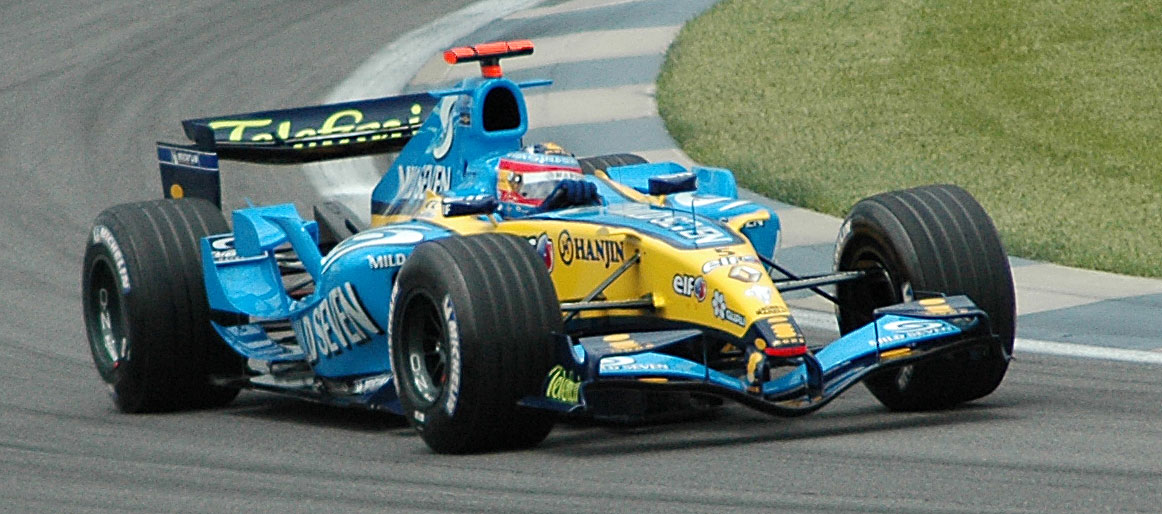
Alonso en el Gran Premio de Estados Unidos de 2005.

En 2005, la Fórmula 1 vio a Ferrari desvanecerse, a medida que el equipo Renault dominaba la primera parte de la temporada, y Fernando Alonso se forjaba una clara ventaja hacia el campeonato. En la última parte de la temporada McLaren fue decididamente el equipo más fuerte, mejorando sus resultados de manera constante y obteniendo 6 triunfos tras 7 carreras. Aun así su anterior registro de baja fiabilidad significó que el alcanzar a Renault tanto en el Campeonato de Pilotos como en el de Constructores era una meta difícil de alcanzar.
Por un tiempo Räikkönen y Alonso estuvieron muy próximos, pero en el Gran Premio de Brasil, Fernando Alonso se había convertido en el campeón de la Fórmula 1 más joven de todos los tiempos. El Campeonato de Constructores parecía aún más tangible para McLaren, ampliamente reconocido como el coche más rápido y con una fiabilidad muy mejorada. Aun así el abandono por parte de Juan Pablo Montoya en la última carrera de la temporada en el Gran Premio de China aseguró el Campeonato de Constructores para Renault. Una estadística comprobó el dominio de ambos equipos: ellos juntos ganaron todas las carreras menos el controvertido Gran Premio de los Estados Unidos de 2005, en el que solo corrieron los seis monoplazas que montaban los neumáticos Bridgestone, debido a un problema de seguridad con los Michelin.

En esta temporada Jaguar Racing cambió su nombre a Red Bull Racing. Esto debido a que la compañía austriaca de bebidas adquirió por completo a un equipo que nunca tuvo éxitos en la Fórmula 1, como lo fue su antecesora Stewart Grand Prix.

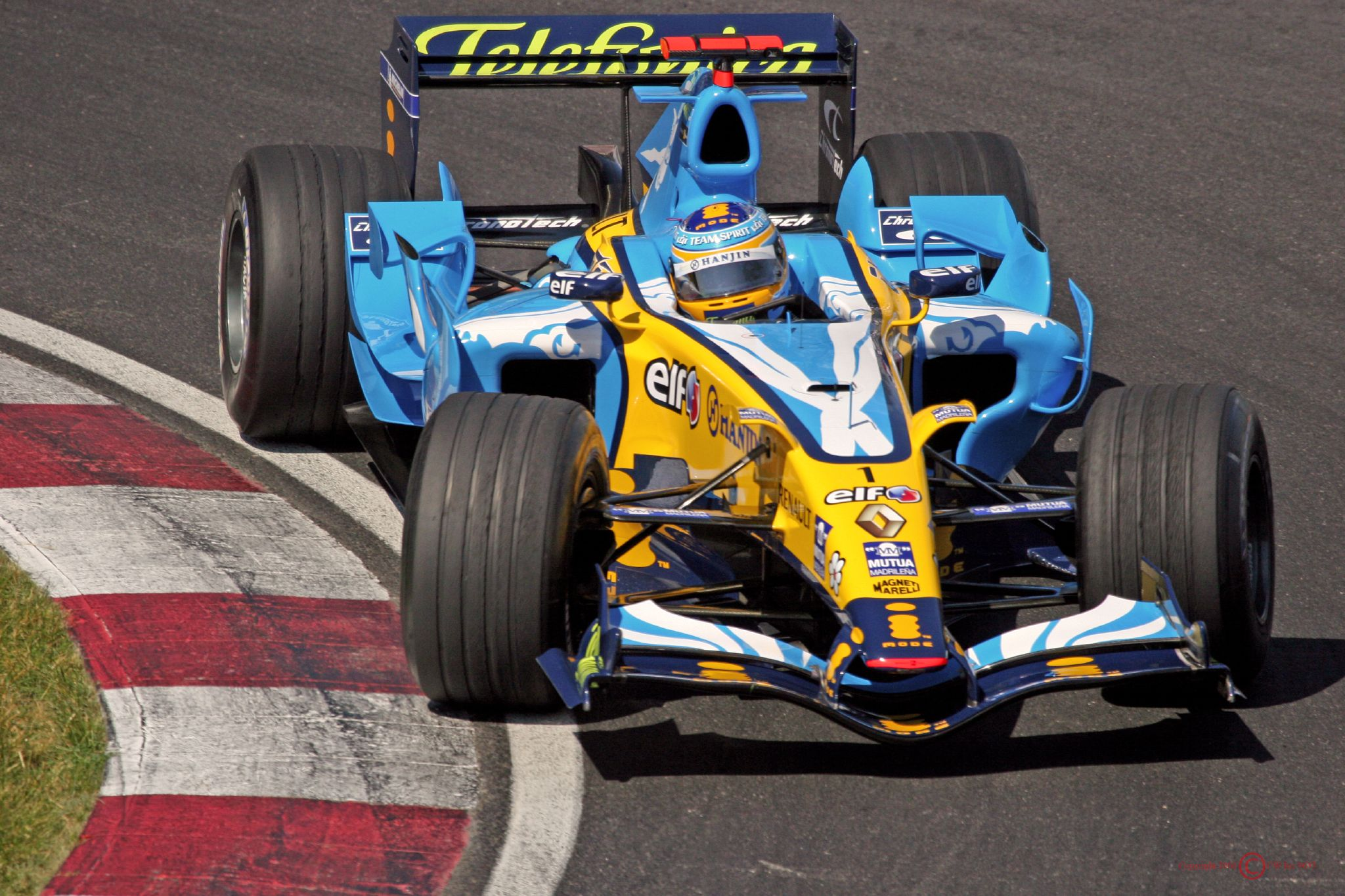
Alonso en el Gran Premio de Canadá de 2006.

Algunos cambios significativos tuvieron lugar para la temporada 2006, siendo el principal el cambio de motores V10 de 3 litros a V8 de 2.4 litros, en un esfuerzo por parte de la FIA para reducir las velocidades en la Fórmula 1. Otro de ellos es el retorno de reemplazo de neumáticos durante la carrera.
Varios cambios de pilotos ocurrieron. Rubens Barrichello reemplaza a Takuma Satō en BAR-Honda, mientras que Felipe Massa ocupa su puesto en Ferrari, y Nico Rosberg, hijo del Campeón Mundial de 1982 Keke Rosberg, se prepara para su presentación a F1 con Williams.
Adicionalmente, cuatro equipos cambiaron sus nombres: Jordan tomó el nombre de sus nuevos dueños Midland Group, convirtiéndose en MF1 Racing; BMW se separa de Williams para comprar al equipo Sauber, renombrándolo BMW Sauber; Williams elimina BMW de su nombre y se apoya en Cosworth para obtener sus motores. La adquisición por parte de Red Bull de los eternos desposeídos Minardi causa que el equipo cambie su nombre primero a Squadra Toro Rosso y posteriormente a Scuderia Toro Rosso y que este se use como plataforma para la introducción de nuevos pilotos; y finalmente Honda toma el control total de BAR-Honda, así el equipo oficialmente toma el nombre de Lucky Strike Honda Racing F1 Team.
En cuanto a lo deportivo Fernando Alonso definió en la última carrera el campeonato de pilotos a bordo del Renault de Flavio Briatore, mientras que el subcampeón fue Michael Schumacher, quien además se retiró de la categoría estando en plena forma. El heptacampeón alemán regresaría años después de la mano de Mercedes-Benz, equipo que también retornaba luego de décadas de ausencia a la Fórmula 1 como constructor.
En la primera mitad el dominante fue Renault (salvo en San Marino y Europa, donde ganó Ferrari), pero a partir del Gran Premio de los Estados Unidos, Ferrari ganó todas las carreras hasta China (la cual sería la última victoria de Schumacher en la Fórmula 1, quien acabaría con 91 en total). Una rotura del motor Ferrari en Japón sentenció el mundial a favor de Alonso, el cual confirmaría en Brasil. En la última carrera el español se coronó campeón, tras los problemas que sufrió el heptacampeón alemán. Schumacher sufrió problemas mecánicos que lo privaron de luchar por la pole position, debiendo largar 10.º. Durante las primeras vueltas de la carrera, un contacto con Fisichella mientras estaba quinto lo dejó último y a pocos segundos de perder una vuelta con el líder de la carrera, Felipe Massa. Finalmente, Schumacher arribó en un meritorio cuarto lugar, mientras que Alonso culminó segundo y logró el bicampeonato.
Los dos equipos, Renault y Ferrari, ganaron todas las carreras menos Hungría, donde ganó Honda después de su única victoria hace 39 años en Monza. La victoria fue de Jenson Button, largando desde la posición 14 por una penalización, en una carrera lluviosa en donde Alonso y Schumacher se vieron obligados a abandonar.
El 11 de julio de 2006, McLaren anunció un cambio en el segundo asiento de la escudería: Juan Pablo Montoya dejaría el puesto al español Pedro Martínez de la Rosa, quien correría hasta final de temporada. Juan Pablo cambiaría así los Fórmula 1 por la serie NASCAR.

## Ferrari vs McLaren (2007-2008)

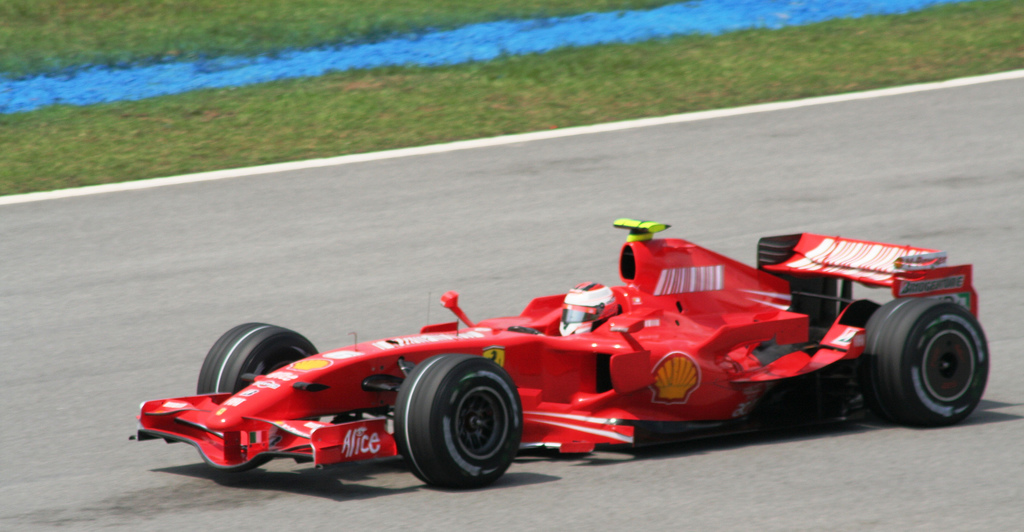
Räikkönen en el Gran Premio de Malasia de 2007.

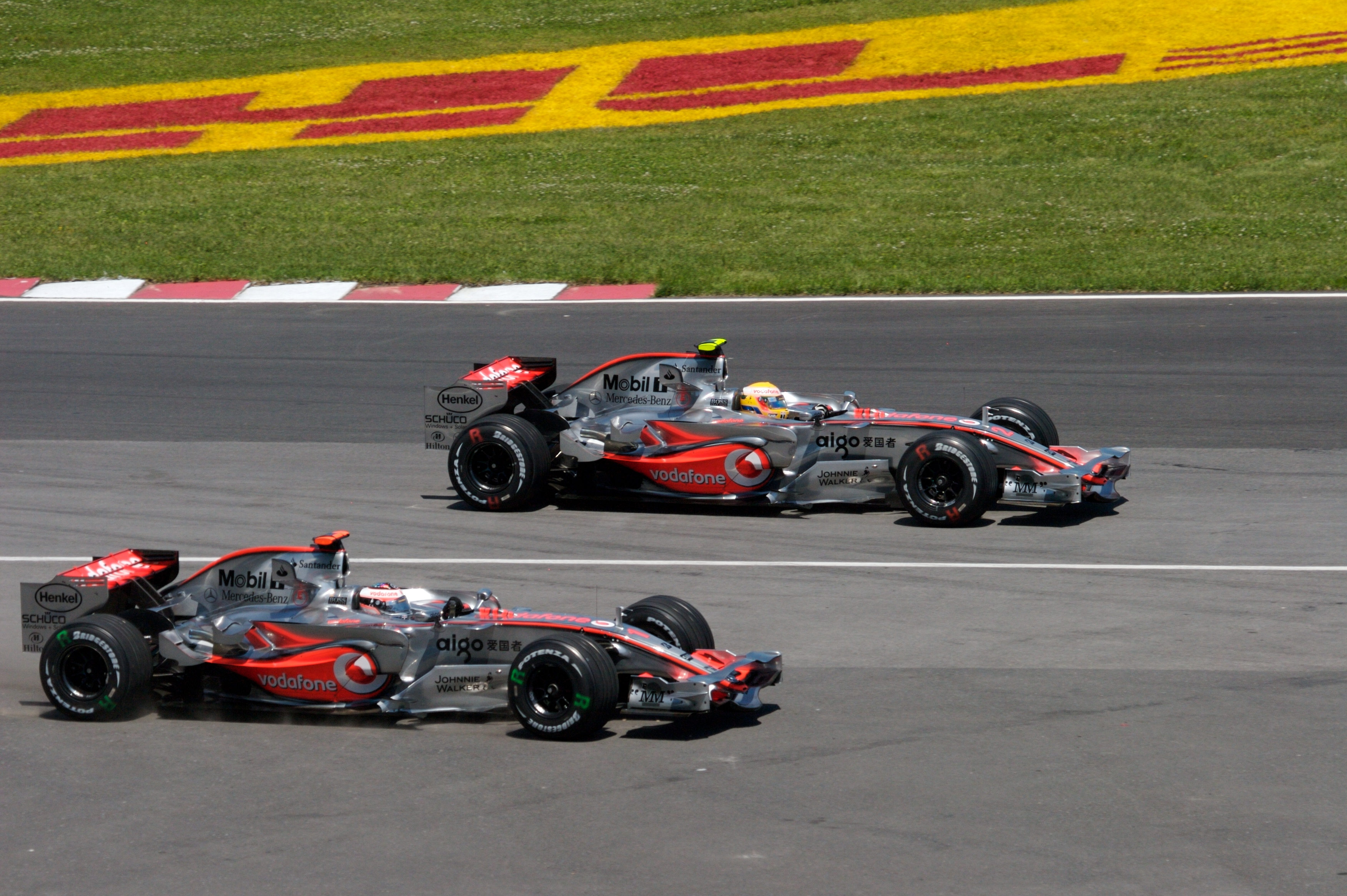
La lucha entre Hamilton y Alonso acaparó todas las miradas.

En el 2007 McLaren llevó a su equipo al novato Lewis Hamilton y contrató a Fernando Alonso proveniente de Renault, entre tanto Renault llevó a Heikki Kovalainen como reemplazo del Asturiano. Ferrari conservó a Felipe Massa y confirmó un contrato con Kimi Räikkönen que lo mantenía en Maranello hasta 2010. Durante las primeras carreras, se notó una fuerte lucha entre Ferrari y McLaren, ganando ellos los primeros ocho Grandes Premios; cuatro para Ferrari y cuatro para McLaren. Esta campaña estuvo caracterizada por el duelo entre los dos integrantes del equipo McLaren, ya que según las propias declaraciones de Alonso, el patrón de la escudería, Ron Dennis, tomó decisiones durante el campeonato que favorecieron a Lewis Hamilton (como por ejemplo, la Q3 de Hungría). Dichos enfrentamientos generaron una fuerte división en la interna del equipo, que tuvo como consecuencia que ninguno de ellos lograra el campeonato de pilotos.
Por si fuera poco, se comprobó que McLaren le realizó espionaje a Ferrari, obteniendo detallada documentación con información del monoplaza de la escudería italiana. Por este escándalo, McLaren recibió como sanción la descalificación del campeonato de constructores, una pena leve si se considera que se analizó excluir al equipo inglés de la Fórmula 1. Tras estos bochornos que desviaron la atención de los seguidores de la categoría, Kimi Räikkönen se alzó con el campeonato de pilotos por una sola unidad.

Lewis Hamilton llevaba una ventaja de 12 puntos sobre Alonso y 17 sobre Raikkonen después del alocado Gran Premio de Japón, pero un abandono en China hizo que el español se pusiera a 4 puntos, y el finlandés a 7 luego de la victoria de este último. En el Gran Premio de Brasil, a Hamilton solo le bastaba terminar quinto (si Raikkonen ganaba la carrera y Alonso terminaba tercero), pero una salida de pista, y un problema en su coche lo relegaron hasta la última posición (finalmente acabó 7.º), frustrando su posibilidad de ganar su primer título, que se llevó Raikkonen con su victoria, mientras que Alonso no pudo hacer mucho, ya que su coche no rindió durante el fin de semana.

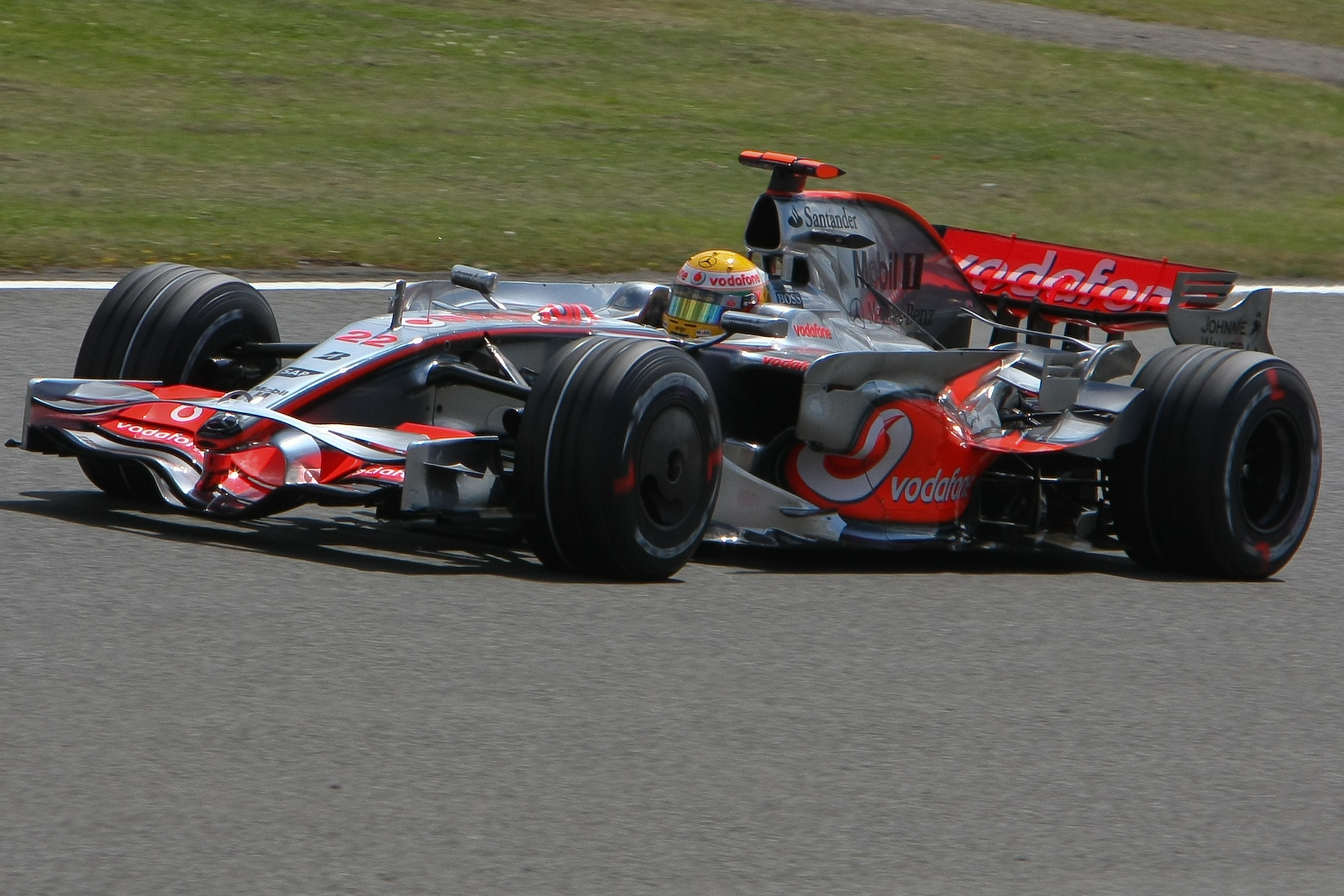
Hamilton obtuvo el campeonato en su segunda temporada.

El de 2008 fue un campeonato más que espectacular, ya que durante toda la temporada se vio una intensa batalla entre Ferrari y McLaren, que se prolongó desde el Gran Premio de Australia hasta el Gran Premio de Brasil. El campeonato estuvo disputado entre Felipe Massa y Lewis Hamilton, quedándose el piloto inglés con el título. La recordada definición estuvo llena de emoción, ya que el campeonato se definió en la última curva de la última carrera del calendario (Curva do Sol). Para ser campeón ante su afición, Felipe Massa necesitaba ganar su Gran Premio de casa y que Hamilton finalizara sexto o peor, y cuando el piloto brasilero cruzó la línea de meta Hamilton se ubicaba en la sexta posición a metros de finalizar su carrera. Cuando Lewis tomaba la última curva de la temporada, y mientras la afición festejaba el título de Massa, Hamilton rebasó a Timo Glock (Toyota) que se desvió del radio de giro, quedando así en la posición 5 y arrebatando la fiesta que Brasil entero había armado después de que Felipe Massa cruzara la meta en primer lugar (una fiesta que duró 39 segundos). De esta forma, Hamilton se convirtió en el primer campeón mundial de la Fórmula 1 de raza negra.
En esta temporada varios pilotos ganaron por primera vez, entre ellos Robert Kubica de  BMW Sauber en Canadá (única victoria del polaco en la F1, y primera victoria de un constructor alemán desde 1962, además de que el polaco ganó en el circuito en donde sufrió un grave accidente en la temporada anterior); Heikki Kovalainen de McLaren en Hungría (única victoria del finlandés gracias a la rotura del Ferrari de Massa a tres vueltas del final); y Sebastian Vettel de Toro Rosso en Italia (única victoria de Toro Rosso en la categoría, además Vettel se convirtió en el ganador más joven de una carrera, en lograr una pole y en subirse a lo más alto del podio). En esta última carrera se presentó el podio más joven de la historia, al subir precisamente Vettel (1.º), Kovalainen (2.º) y Kubica (3.º).

## Reducción de la aerodinámica, doble difusor y mundial para Button

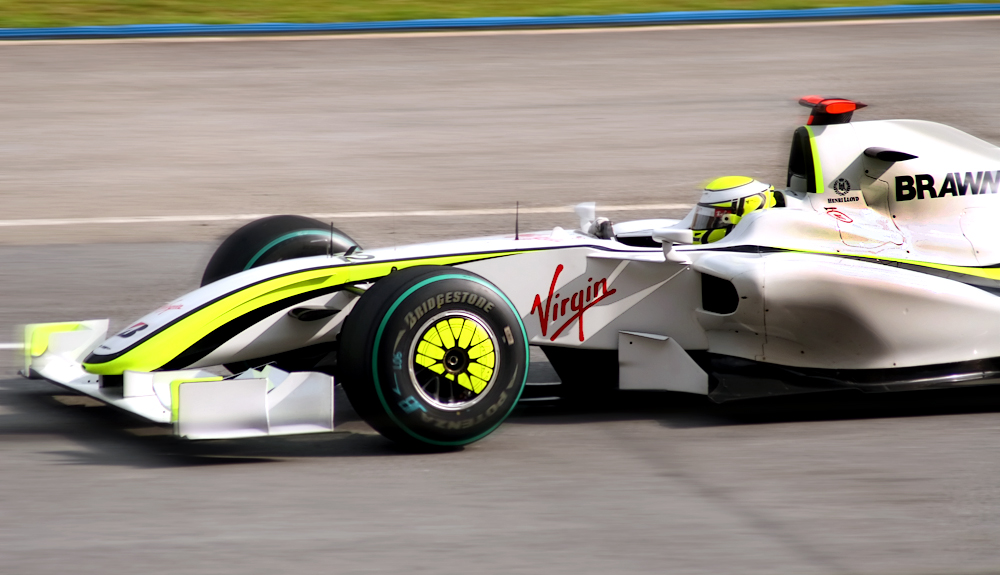
Brawn GP sorprendió a todos y en su temporada debut se quedó con los mundiales de equipos y pilotos.

El año 2009 se caracterizó por haber un cambio significativo en los monoplazas: La aerodinámica se redujo a un 40% respecto al 2008, con lo cual los coches cambiaron radicalmente: El alerón trasero se redujo de tamaño y se elevó. El delantero, por el contrario, fue más amplio que la temporada anterior. Este cambio se debió a un intento de mejorar el número de adelantamientos. Los monoplazas además, volvieron a montar los neumáticos slicks o lisos, que no se usaban desde 1997.
Meses antes del comienzo de la temporada, el fabricante Honda anunció que se retiraba de la Fórmula 1. El anuncio supuso un duro golpe para la competición. En febrero de 2009 Ross Brawn anunció la compra de Honda, pasándose a llamar Brawn GP. Durante los test, el coche fue el más rápido, algo inesperado por toda la competición.
Cuando comenzó la temporada en Australia siete equipos acusaron a los otros tres de montar un difusor ilegal (el después conocido como "doble difusor"). La FIA, pero, declaró legal el difusor.
En el aspecto deportivo, Jenson Button se adjudicó 6 de las siete primeras pruebas del campeonato (Sebastian Vettel ganó en China). Pero a partir de ahí, el Brawn GP experimentó una caída en picado en su rendimiento. Vettel y Mark Webber consiguieron ganar en Silverstone y Nürburgring respectivamente. Lewis Hamilton lo hizo en Hungaroring. Button no volvió a ganar en toda la temporada, pero su regularidad le acabó dando el título. En carreras posteriores también ganaron Barrichello, Räikkönen, Hamilton, Vettel y Webber.

## Era Vettel

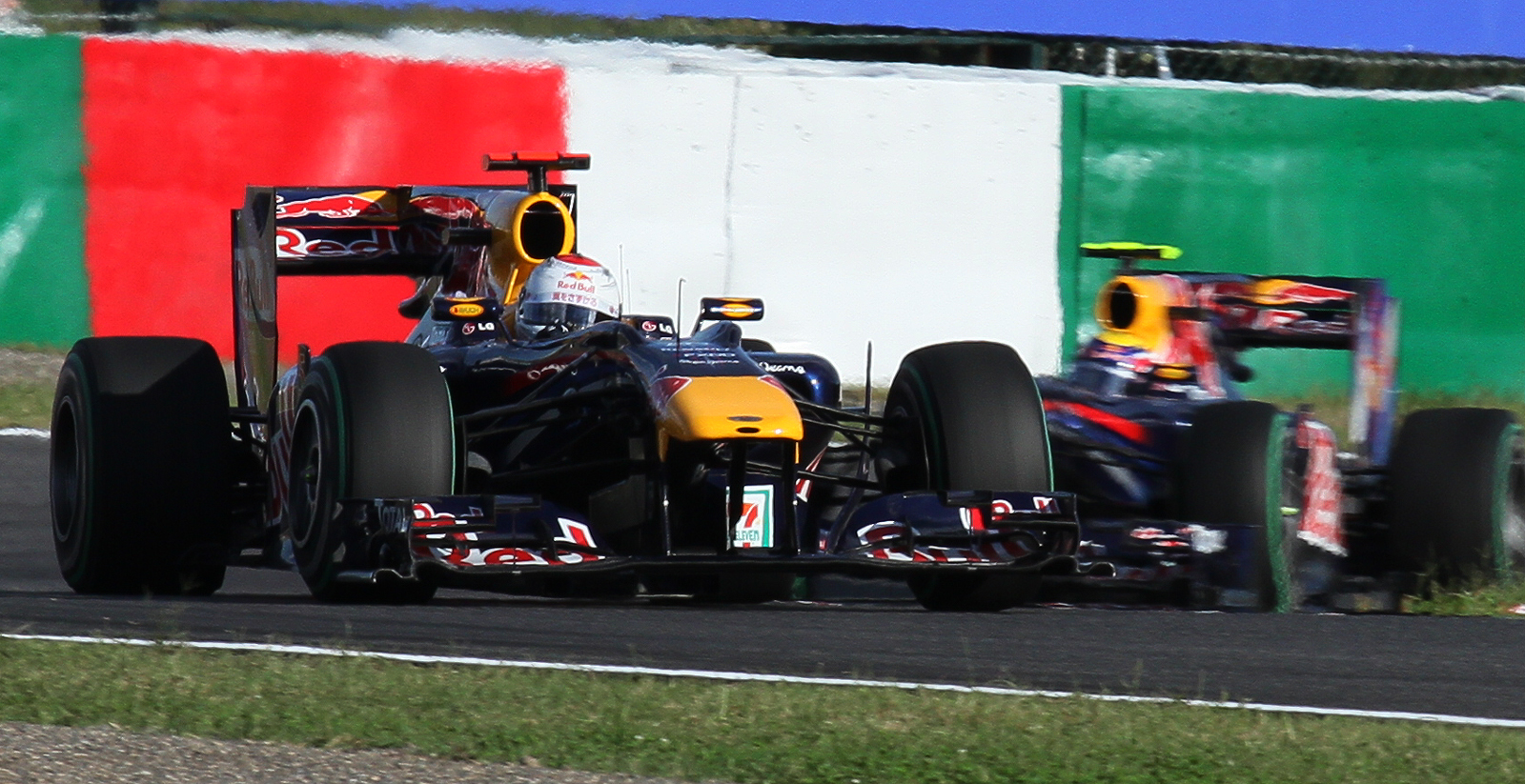
Vettel tuvo que batallar hasta la última carrera para coronarse por primera vez campeón del mundo.

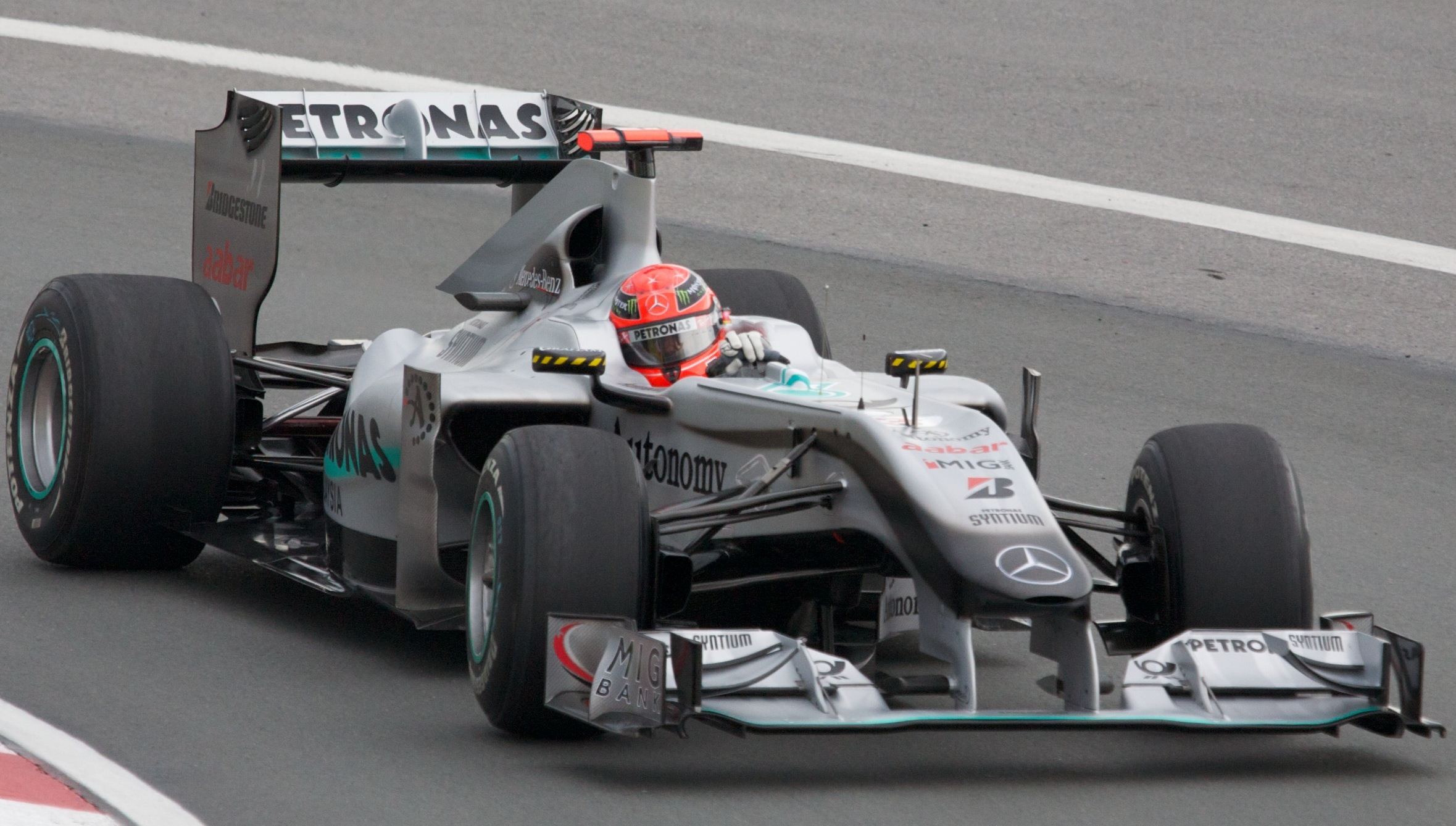
El retorno de Schumacher y Mercedes-Benz a la Fórmula 1 sacudió a la categoría.

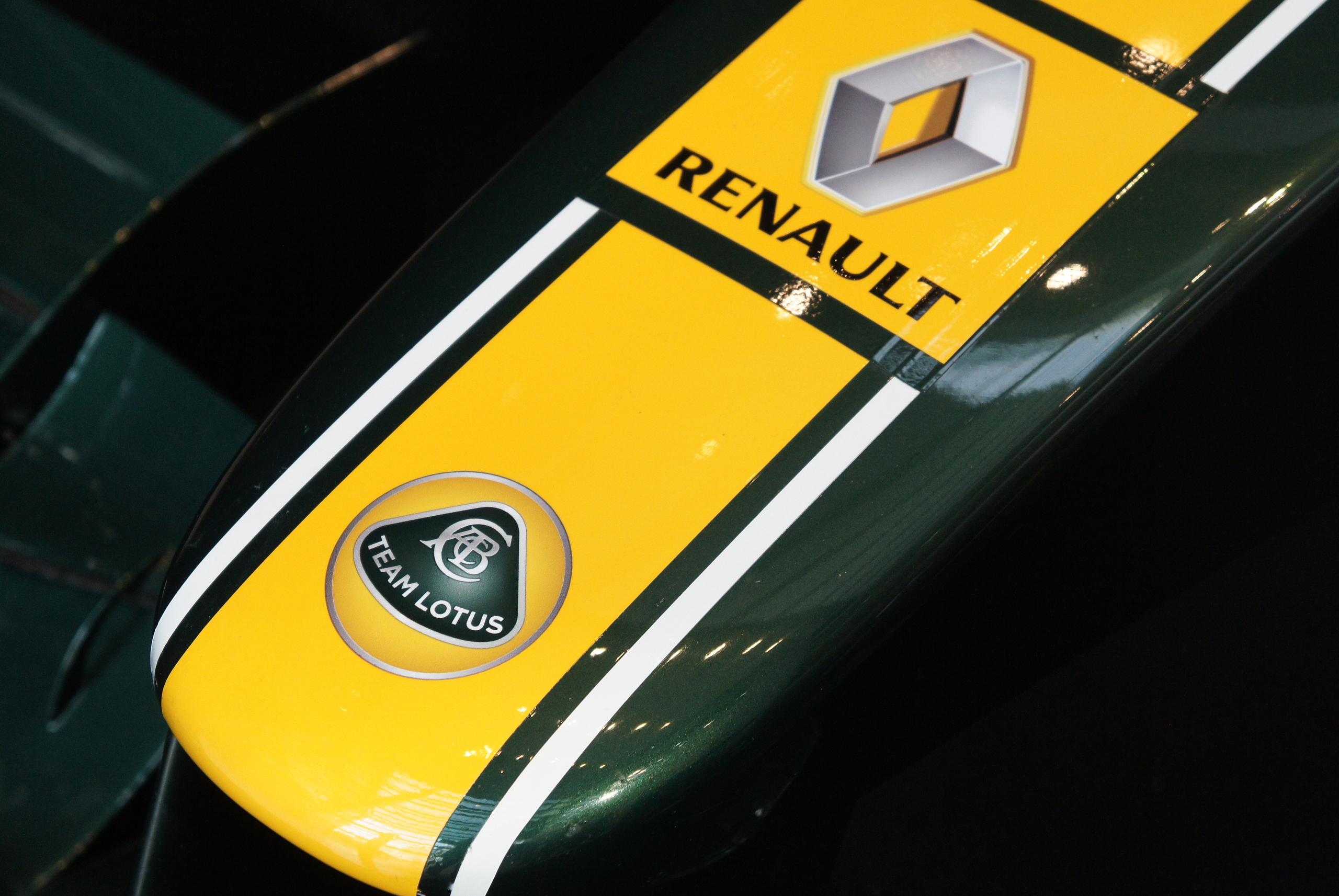
Durante la temporada 2010, Lotus compró los derechos del mítico 'Team Lotus', pasando a competir con esa denominación en la temporada entrante.

La temporada 2010 supuso el fin de los repostajes durante la carrera: los coches empezaban la carrera con gasolina para terminarla, debiendo solo detenerse para cambiar los neumáticos en caso de desgaste.
El vigente campeón, Jenson Button, fichó por el equipo McLaren, donde coincidiría con el campeón del 2008, Lewis Hamilton, y el bicampeón Fernando Alonso se pasó a Ferrari. Pero sin duda el fichaje que más sacudió el mundo de la Fórmula 1 fue el retorno del siete veces campeón del mundo, Michael Schumacher, de la mano de un equipo que también volvía a la categoría como constructor: Mercedes-Benz. Schumacher volvía a los 41 años tras sus tres años de descanso, ya que en 2006 anunció su retirada. Otra noticia que impactó en la categoría fue la vuelta del mítico nombre Lotus a la máxima categoría.
Pero pronto se vio que el Red Bull RB6 diseñado por Adrian Newey era el coche mejor trabajado de toda la parrilla, y prácticamente imbatible a una sola vuelta (y por consecuencia en clasificación). La prueba de ello es que en toda la temporada los coches de las bebidas energéticas cosecharon 15 de las 19 poles. Pero no todo era perfecto en el coche: la falta de fiabilidad hizo que Sebastian Vettel no lograse ganar ninguna de las dos primeras carreras aún saliendo desde la primera posición debido a sendos problemas con una bujía y con los frenos. Su otro talón de Aquiles fue la falta de velocidad punta, cosa que hizo que tuvieran actuaciones discretas en circuitos donde ésta es vital, como en Montreal o en Monza.
Todas las victorias de la temporada se las repartieron entre 5 pilotos, los denominados por algunos medios de prensa como "los 5 fantásticos": Sebastian Vettel, Fernando Alonso, Mark Webber, Lewis Hamilton y Jenson Button. Los cinco candidatos llegaron a la penúltima prueba con opciones matemáticas al título, y cuatro de ellos (Jenson Button se quedó sin opciones tras Brasil) llegaron a la cita final de Abu Dhabi con posibilidades, algo que nunca había sucedido en la historia de la categoría. En esa carrera, Fernando Alonso llegó con 8 puntos de ventaja sobre Mark Webber, 15 sobre Sebastian Vettel y 24 sobre Lewis Hamilton, con lo que le servía con quedar primero o segundo independientemente de la posición de sus rivales. Pero debido a una serie de circunstancias, entre las que hay que destacar el hecho de obsesionarse durante la carrera con Mark Webber y no con Sebastian Vettel y el no poder adelantar al Renault de Vitaly Petrov en unas 35 vueltas, hizo que el alemán de Red Bull se llevara el gato al agua contra todo pronóstico, cuando los focos estaban centralizados en Alonso y Webber, convirtiéndose así en el campeón más joven de la historia.
Durante el Gran Premio de Europa de 2010, disputado en el circuito urbano de Valencia, el equipo Lotus festejó sus 500 Grandes Premios en la Fórmula 1 (contabilizando las 493 carreras que disputó Team Lotus entre 1958 y 1994). Para dicha ocasión, el equipo cambió la decoración habitual de su monoplaza, incluyendo el número 500 entre laureles en ambos lados de la parte trasera del Lotus T127. De esta celebración, también participó la familia de Chapman, fundador de Team Lotus en la década de los 50.

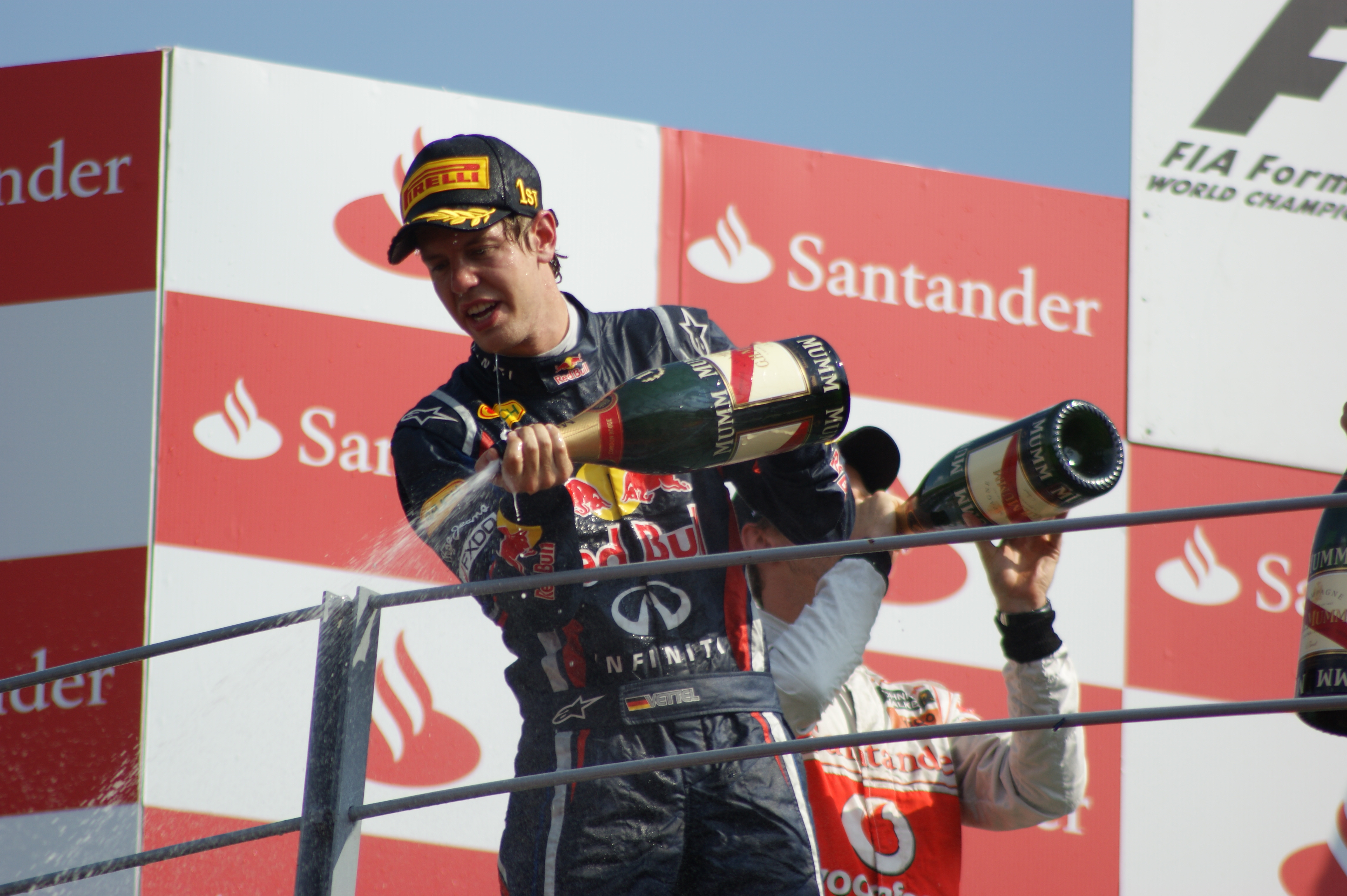
Vettel monopolizó el campeonato y retuvo el título.

La temporada 2011 se presentaba con varios cambios en la reglamentación. Por encima de ellos destacaban el retorno del KERS, eliminado tras la temporada 2009, año en el que se estrenó el sistema; la implantación del sistema DRS (Drag Reduction System), pensado para facilitar los adelantamientos; y el retorno del proveedor de neumáticos Pirelli a la Fórmula 1, que a petición de la FIA crearon unos neumáticos que se degradaban con mucha facilidad (al contrario de su predecesor Bridgestone) para aumentar el espectáculo en las carreras, en las que se pasó de ver en 2010 un pit-stop o dos a lo sumo, a los tres o incluso cuatro de 2011.

En cuanto al resto de pilotos, Sebastian Vettel se presentaba a la parrilla de Australia como el gran favorito, tras haber conquistado el título la pasada temporada. Pero tanto su compañero de equipo en Red Bull Mark Webber, como los McLaren, los Ferrari y los Mercedes no estaban dispuestos a ponérselo fácil. Sin embargo, Vettel se mostró intratable durante toda la temporada, ganando 11 de las 19 carreras y subiendo al podio en 17 de ellas, no dando ningún tipo de opción a sus rivales. De ellos, el que más destacó fue Jenson Button, que logró la nada despreciable cifra de 12 podios, tres de ellos victorias, incluida la lograda en el agónico Gran Premio de Canadá, cuando ganó la carrera más larga de la historia adelantando a Vettel en la última vuelta, tras haber rodado último en varios momentos de la carrera, y habiendo parado 6 veces en boxes (una de esas paradas fue una penalización). Esta gran temporada le valió el subcampeonato. La tercera posición del mundial se la anotó Mark Webber, que tan solo logró una victoria (en la última carrera, en Brasil), pero se mostró bastante regular. Fernando Alonso y Lewis Hamilton quedaron cuarto y quinto respectivamente.

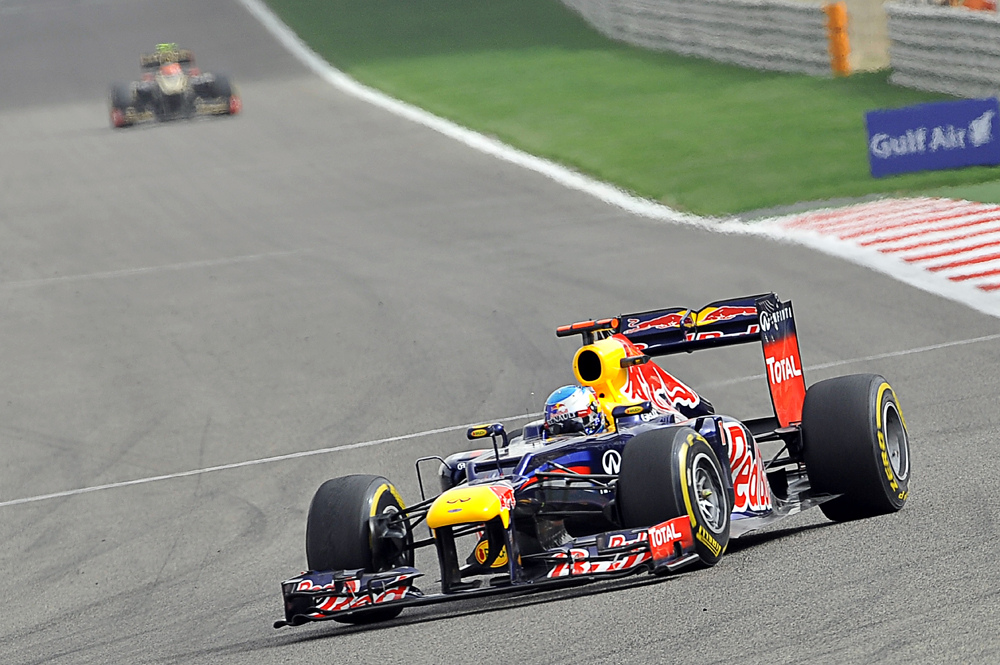
Vettel se consagró campeón por tercer año consecutivo.

El dominio apabullante de Red Bull en el año anterior, obligó a la FIA a cambiar el reglamento, prohibiendo los escapes sopladores que tanta ventaja habían otorgado al equipo de las bebidas energéticas en 2011. Esto provocó que los coches tuvieran que ser rediseñados casi por completo en la zona de los escapes y el difusor. En consecuencia, la igualdad entre los equipos imperó en toda la primera mitad de la temporada. Hasta siete pilotos de 5 equipos distintos ganaron en las siete primeras carreras del año: Jenson Button (McLaren) en Australia, Fernando Alonso (Ferrari) en Malasia, Nico Rosberg (Mercedes) en China, Sebastian Vettel (Red Bull) en Baréin, Pastor Maldonado (Williams) en España, Mark Webber (Red Bull) en Mónaco y Lewis Hamilton (McLaren) en Canadá. Varios pilotos estuvieron en liza por el título en las primeras carreras, alternándose el liderato del mundial entre ellos, hasta que poco a poco Fernando Alonso se destacó en cabeza. Alonso llegó a tener una ventaja cercana a los 50 puntos en cabeza de campeonato respecto al segundo clasificado. Sin embargo, las cosas empezaron a torcerse para él en el Gran Premio de Bélgica, donde un accidente múltiple en la primera curva provocado por el francés de Lotus Romain Grosjean le dejó fuera de combate en un accidente múltiple. Tanto Sebastian Vettel como Lewis Hamilton se le acercaron considerablemente en la clasificación, aunque seguía conservando el liderato de forma bastante cómoda. Sin embargo, en el Gran Premio de Japón comete un error en la salida, tocando a Kimi Räikkönen con la rueda trasera, lo que le resultó en un pinchazo, y el consecuente abandono.

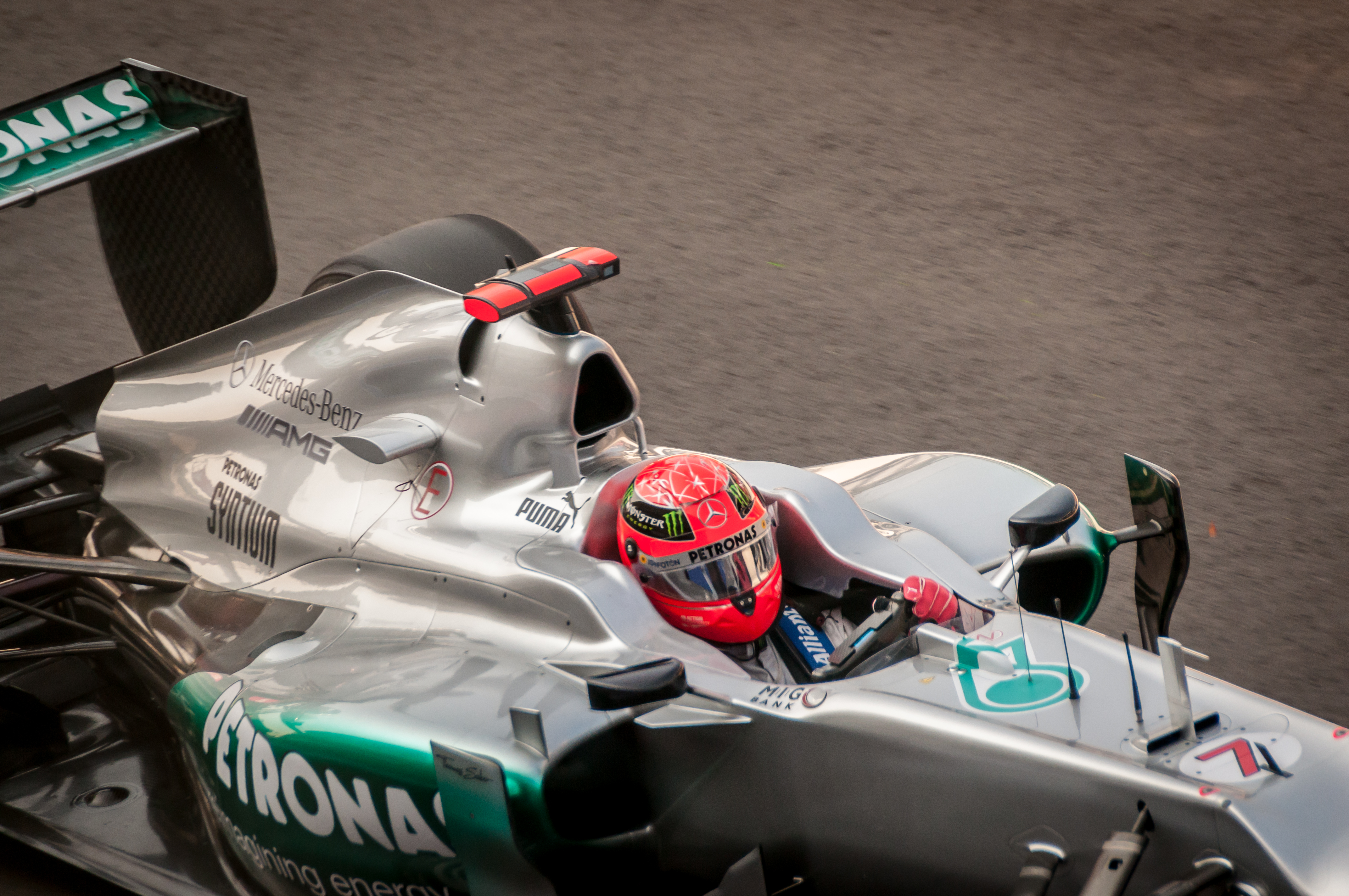
Schumacher se retira definitivamente de la Fórmula 1.

En cambio, Sebastian Vettel encadena cuatro victorias consecutivas entre Singapur e India (liderando todas las vueltas desde que tomó la cabeza en Singapur, hasta que cruzó la meta en la India) que le colocan en cabeza en el campeonato, mientras que Lewis Hamilton quedó retrasado por varios problemas mecánicos en su McLaren. En el Gran Premio de Abu Dhabi, Vettel se ve obligado a salir desde el pit-lane por quedarse sin gasolina en clasificación. Aun así, en carrera logra una gran remontada hasta la tercera posición, lo que comporta que Alonso (segundo) apenas le pueda recortar tres puntos. Fue una victoria para Kimi Räikkönen de Lotus F1 Team, el ex equipo Renault que ahora contaba con apoyo de Lotus Cars.
Así pues, ambos llegaron a las dos últimas citas del campeonato con opciones de título. En Estados Unidos, Vettel logró la segunda posición por detrás de Hamilton, siendo Alonso tercero. Y en un Gran Premio de Brasil intenso, con condiciones cambiantes y en el que cualquiera podría haber ganado, Vettel aseguró su tercera corona consecutiva al terminar la carrera en sexta posición, después de tener un incidente al comienzo de la carrera. Por otro lado, su rival Alonso solo pudo ser segundo, insuficiente para restarle los 13 puntos. El español, se quedaba por tercera vez a las puertas del tricampeonato del mundo en la última carrera del campeonato.
En 2013, la primera parte de la temporada se caracterizó por tener a Red Bull como equipo a vencer frente a Mercedes, Ferrari e incluso Lotus. Luego del parón veraniego europeo, vendría la andanada de victorias sin contemplaciones del tricampeón del mundo, donde dominó todos los trazos que restaban del calendario, un dominio con mano de hierro protagonizada por una evolución significativa del RB9. El alemán se convirtió en el tetracampeón del mundo del Campeonato Mundial de Pilotos de Fórmula 1 más joven de la historia a falta de tres carreras. 
A pesar de ya ser campeón, ganó nuevamente en las últimas tres carreras, empatando el récord de Alberto Ascari de nueve victorias seguidas y el récord de victorias en una sola temporada de Michael Schumacher con 13 victorias, dando así final a la era de los motores V8 para dar paso a los V6 turbo en la temporada siguiente.

## Era V6 turbo y dominio de Mercedes
La Fórmula 1 entró en su segunda era turbo en 2014. La serie se lleva a cabo bajo los cambios de regulación de motores más radicales desde 1995. Todos los monoplazas deben correr con motores de 6 cilindros turbocargados de 1.6 litros con un límite de revoluciones de 15,000 rpm. Ferrari, Mercedes y Renault produjeron motores a partir de 2014 y Honda produjo motores a partir de 2015. Regresó el desarrollo del motor en temporada; el desarrollo del V8 anterior se congeló. El nuevo sistema de recuperación de energía (ERS) sería el doble de potente que el anterior sistema KERS; este nuevo sistema ERS daría a los conductores hasta el equivalente a 160 hp cuando se activara, mientras que el KERS anterior les daba a los autos 80 hp adicionales cuando se activara. Desde 2017, las nuevas reglas sobre aerodinámica y la mejora constante de los motores, que ahora alcanzan alrededor de 1000 hp, han hecho que los autos sean finalmente más rápidos que los de 2004, rompiendo numerosos récords de pista.
Esta nueva era dio final al dominio de Red Bull, quien sufría con los nuevos motores Renault V6, los cuales carecían de potencia, o era inferior al motor Mercedes.

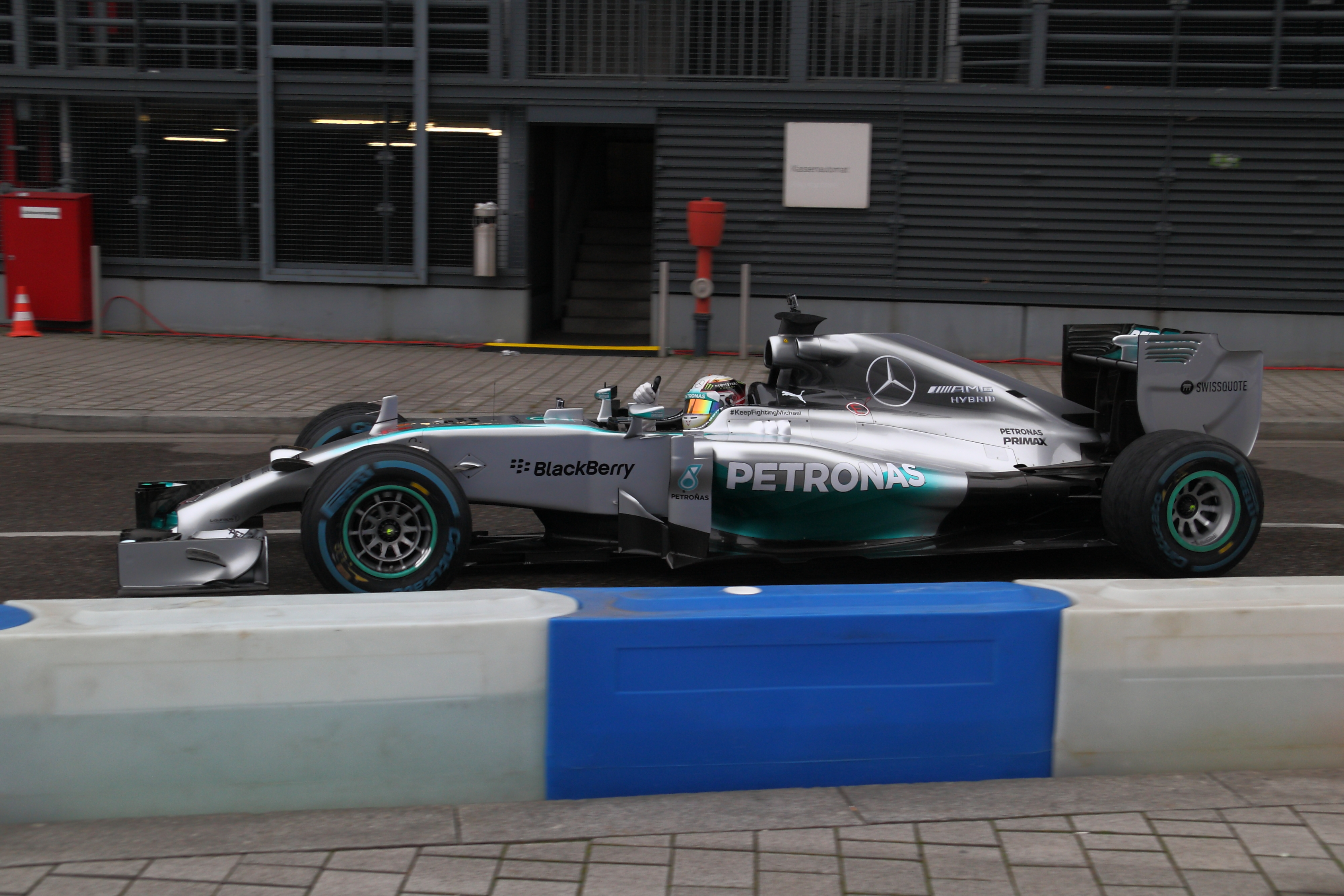
Para esta generación, Mercedes fue el equipo a batir.

La temporada sería dominada de principio a fin por la escudería alemana, en la que ganaría 16 de las 19 carreras (no ganaron en Canadá, Hungría y Bélgica, por fallos en los monoplazas, las cuales fueron ganadas por Daniel Ricciardo del equipo Red Bull), estableciendo un nuevo récord (superando las 15 victorias de McLaren en 1988, y Ferrari en 2002 y 2004). También establece un récord de dobletes, al lograr 12 en toda la temporada, y de pole positions al lograr 18 de 19; únicamente no lograron la pole en Austria, que no albergaba un Gran Premio de Fórmula 1 desde 2003, la cual fue lograda por Felipe Massa, quien conducía un Williams motorizado precisamente por Mercedes.
Por un momento, Nico Rosberg parecía tener ventaja a mitad de temporada, llegando al Gran Premio de Italia con 26 puntos de ventaja, pero a partir de ahí, Lewis Hamilton encadena 5 victorias consecutivas que lo llevan a liderar el mundial en Singapur tras el abandono del alemán. En Abu Dabi (última carrera de la temporada, en la cual se otorgaba doble puntuación), Rosberg necesitaba ganar y que Hamilton terminase quinto o peor para ganar el mundial, pero una excelente carrera del británico, y problemas con su unidad de potencia dieron al traste con sus posibilidades de ganar el título, llevándose así Hamilton su segundo mundial, y Mercedes su primer mundial de constructores. Una vez más la seguridad de la Fórmula 1 fue cuestionada debido al fatal accidente de Jules Bianchi en el Gran Premio de Japón (El francés falleció el 18 de julio de 2015 luego de estar 9 meses en coma).
En la temporada 2015 nuevamente el británico fue campeón del mundo, aunque con más facilidad que el año anterior. Red Bull parecía perderse de vista por su motor Renault, mientras que Ferrari fue subcampeón de constructores luego de finalizar cuarto el año pasado. McLaren tuvo su peor temporada de la historia gracias a la baja fiabilidad y potencia del motor Honda, a pesar de contar con dos campeones: Fernando Alonso y Jenson Button. La alianza McLaren-Honda sería un fracaso y finalizaría tras la temporada 2017.
En 2016 nuevamente se vio dominio de Mercedes, pero esta vez el campeón del Mundo fue Nico Rosberg, a quien le bastaron cuatro segundos lugares consecutivos para asegurar el título. Lewis Hamilton tuvo que conformarse con ser subcampeón. Cinco días después de terminar la temporada, el alemán anunciaba su retirada de la Fórmula 1. Fue también la última temporada de Jenson Button (campeón en la temporada 2009), quien había debutado en el año 2000 con Williams. Lo más destacado de la temporada fueron las actuaciones de Max Verstappen, quien había reemplazado a Daniil Kvyat después del Gran Premio de Rusia. Sus constantes luchas en la pista animaron la temporada, especialmente su conducción en mojado en Brasil. Además, establecieron otro récord de victorias: 19 de 21, rompiendo su récord anterior.
Para la temporada 2017, se estableció un nuevo reglamento, el cual modificaría sustancialmente el aspecto y las prestaciones de los monoplazas. Además, Nico Rosberg dejó la competición, y por lo tanto, la escudería alemana fichó a Valtteri Bottas, proveniente de Williams. Esto permitió que equipos como Ferrari se aprovecharan de esta situación y lograran hacer un monoplaza competitivo para competir contra Mercedes, y, por fin, lograr destronarlo, con Sebastian Vettel, en ambos campeonatos. Sin embargo, esto no duraría mucho, ya que una racha de mala suerte, y la recuperación de Mercedes provocaría que, junto a Lewis Hamilton, obtuvieran su cuarta corona consecutiva.
En 2018 no hubo grandes cambios en las primeras posiciones, ya que tanto Hamilton como Mercedes retuvieron su título, aunque en ambos casos con ventajas más ajustadas. El constructor alemán ganó 11 carreras (todas con Hamilton), Ferrari 5 y Red Bull 4. Las primeras tres posiciones en el Campeonato de Constructores se mantuvieron, pero detrás hubo notables cambios: Renault y Haas ascendieron en el clasificador, mientras que Force India y Williams cayeron.
En 2019 y 2020 Mercedes fue aún más dominante. Max Verstappen de Red Bull fue el principal piloto que enfrentó a Hamilton y Bottas en ambas temporadas. En 2020, Ferrari sufrió una gran caída de rendimiento que los llevó a protagonizar su peor temporada desde 1980, finalizando sexto en el campeonato de constructores. La temporada comenzó en julio debido a la pandemia de COVID-19 y se realizaron un total de 17 carreras en Europa y Oriente Medio. AlphaTauri (ex Toro Rosso) obtuvo la segunda victoria en su historia, nuevamente en Monza.
En 2021, Mercedes enfrentó una dura competencia del equipo Red Bull con motor Honda, cuyo piloto Max Verstappen ganó el Campeonato de Pilotos después de una batalla de una temporada con Hamilton para poner fin a la racha de Mercedes ganando solo títulos en la era híbrida. De todas formas, Mercedes ganó su octavo campeonato de constructores consecutivo. Por otro lado, McLaren logró su primera victoria desde 2012 en Italia y Alpine la primera de su historia en Hungría.

## Retorno del "Efecto suelo"
En 2022 cambiaba nuevamente el reglamento técnico. Regresaba el efecto suelo aunque con ligeras modificaciones con respecto a los años 80. Fue una temporada dominada por Max Verstappen y Red Bull, quien ganó el campeonato con 15 victorias.
Los años siguientes fueron dominados por Verstappen, coronándose como campeón en la temporada 2023 y 2024.